# نبوكو (أوبرا)
نبوكو (باللاتينية: Nabucco) وهي أوبرا إيطالية من تأليف جيوسيبي فيردي في سنة 1841، وسماها بهذا الاسم نسبةً للمك البابلي الكلداني نبوخذ نصر الثاني.